# 치코쉬

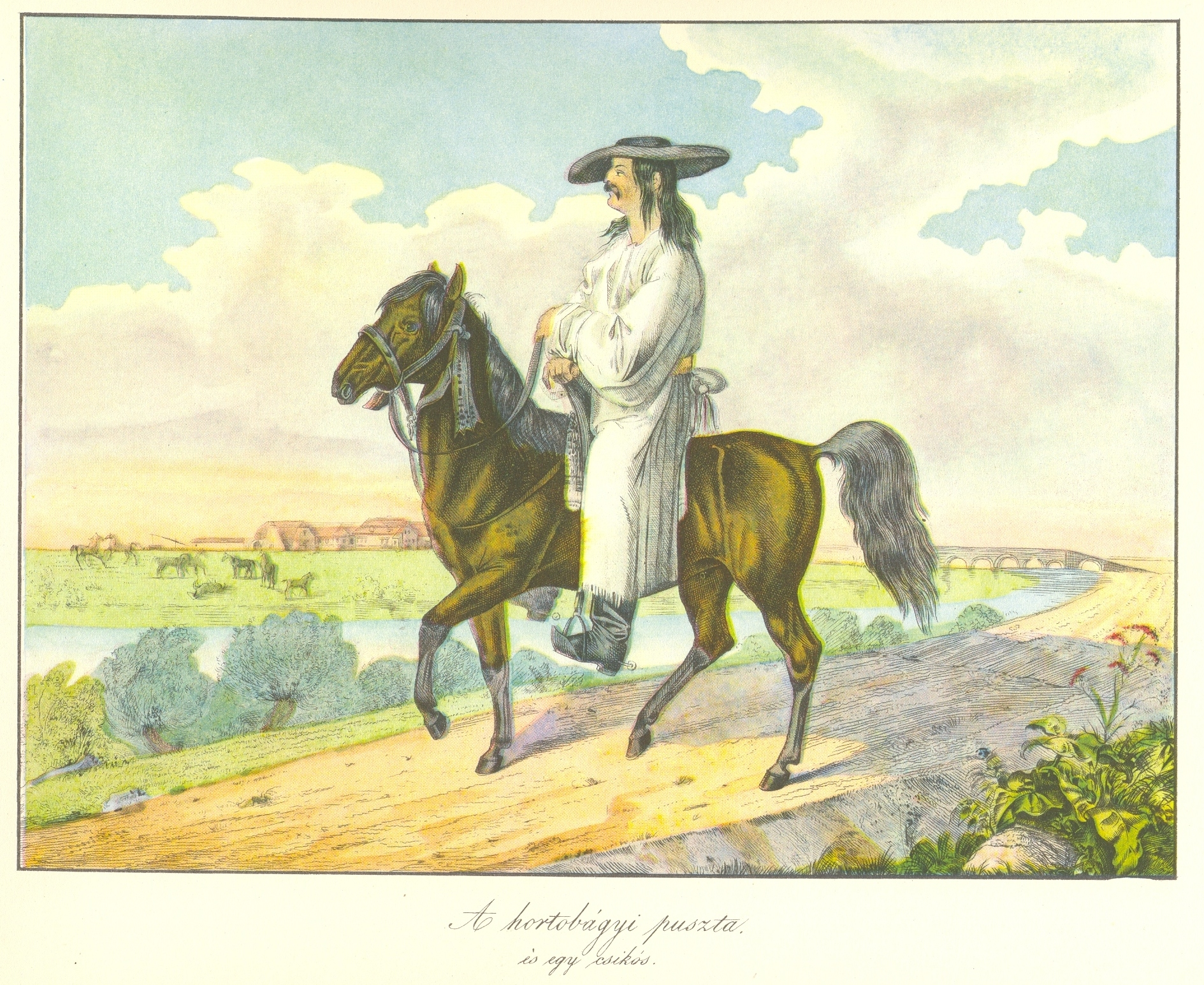
전통적인 치코쉬의 모습.

치코쉬(헝가리어: Csikós)는 헝가리의 '말탄 목동꾼(horse-herdsman)'을 가리킨다. 치코쉬 전통은 헝가리의 푸스자(pustza)라고 하는 특수한 지형과 매우 가깝게 연결되어 있으며, 최근에 들어선 드브레센과 호르토바지 국립 공원에서 활동한다. 이들은 노니우스(Nonuis) 종마와 유대를 지니고 있고, 이러한 말을 키우는 두 군데의 주요 양목장은 마타 스투드(Mata Stud), 그리고 호르토바지에서 3km 떨어진 곳이라 할 수 있다.